# Schloss Kransberg
Das Schloss Kransberg ist ein Schloss im Ortsteil Kransberg der Stadt Usingen, im hessischen Hochtaunuskreis, etwa 30 Kilometer nördlich von Frankfurt am Main und etwa 50 Kilometer nordöstlich von Wiesbaden.

## Geschichte
In der Gegend existierte bereits seit langer Zeit ein sogenanntes Feldgericht, das urkundlich bereits im 7. Jahrhundert erwähnt wurde. Es befand sich nur etwa 500 m Luftlinie vom Standort des heutigen Schlosses entfernt auf einem Hügel, auf dem noch heute eine Kapelle steht. Im 11. Jahrhundert wurde eine einfache Wehranlage in der Gegend der heutigen Burg betrieben, vermutlich an der gleichen, strategisch günstigen Stelle.

### Erste Erwähnung
1170 wurde Kransberg durch die Staufer als Teil einer Verteidigungskette Friedberg-Kransberg-Königstein-Kronberg zur Verteidigung gegen die Limburger Bischöfe als eine der ersten Steinburgen erbaut. Als einziges und ältestes Element der Gesamtanlage ist aus dieser Zeit der Bergfried erhalten. Aus dem Jahr 1220 datiert die erste gesonderte urkundliche Erwähnung der Burg im Zusammenhang mit der Erweiterung der Anlage und dem Bau des Palas sowie des Treppenhausturmes. Beide Bauten existieren heute als Teil des Hauptgebäudes.

### Besitzerwechsel
1310 erlosch das Geschlecht derer von Cransperk im Mannesstamm und die Burg ging an die Herren von Falkenstein. 123 Jahre später, 1433, fiel die Burg den Herren von Eppstein zu und wurde um das Zwischengebäude erweitert. Von 1522 bis 1533 gehörte die Burg kurzzeitig den Herren von Königstein und ging dann in den Besitz der Grafen von Stolberg über.
Im Zuge des Landfriedens 1590 gelangte die Anlage in den Besitz des Erzbischofs von Mainz. Der Wohnanbau an das Hauptgebäude wurde erstellt. Die Grafen Waldbott von Bassenheim erwarben 1654 den Besitz nach den Zerstörungen des Dreißigjährigen Krieges. Das Anwesen wurde um einen Gutshof und die Stallungen erweitert und diente vornehmlich landwirtschaftlichen Zwecken.
1854 verkaufte Graf Hugo Waldbott den Besitz an das Herzogtum Nassau. Dieses wurde durch den verlorenen Krieg gegen Preußen 1866 preußisch. 1875 kaufte die Familie von Biegeleben das Anwesen und renovierte es grundlegend. Die Burg wurde nun als Schloss Cransberg bekannt.
1920 erstand Frau von Scheitlein das Anwesen.

### Militärische Nutzung
1939 wurde das Schloss durch das Nazi-Regime beschlagnahmt und als Teil des Komplexes Adlerhorst erneut grundlegend erweitert und renoviert. Der Tiefbunker, der Rittersaal und die Garagen wurden in dieser Zeit errichtet, bis Schloss Kransberg 1945 durch die Amerikanischen Streitkräfte erobert wurde.
Ab 1945 nutzten die britischen Streitkräfte den Komplex und betrieben dort das Vernehmungszentrum Camp Dustbin. Im Vergleich zum Camp Ashcan waren hier eher die Spitzen der Wissenschaft, Technik und Rüstungsorganisation des Naziregimes, Albert Speer, Wernher von Braun, Hermann Oberth, Karl-Otto Saur, Hans Kehrl, Fritz Thyssen, Hermann Röchling und andere inhaftiert. Den Alliierten ging es bei den Verhören in erster Linie darum, Informationen über die technische und wirtschaftliche Entwicklung der deutschen Rüstungsindustrie zu sammeln. Auch die wichtigsten Kampfstoffexperten (Gerhard Schrader, Jürgen von Klenck und andere) waren in Kransberg interniert und wurden zu den Forschungen an neu entwickelten Nervengasen wie Tabun, Sarin und Soman befragt. Im Sommer 1946 fand hier die erste Konferenz der Weltgeschichte über biologische Waffen statt.
Vergleichbare Verhörzentren unter US-amerikanischer Leitung waren
- Camp Ashcan in Bad Mondorf und
- Camp King am Rande von Oberursel (Taunus)

In der Folge gab es wechselnde Belegungen, immer durch militärische Nutzer. Auch die Organisation Gehlen, der Vorläufer des Bundesnachrichtendienstes, arbeitet hier von 1947 bis 1961, vor allem auf dem Gebiet der Fernmeldeaufklärung. Einheiten der Bundeswehr und der amerikanischen Streitkräfte nutzten die Anlage ebenfalls.

### Heutige Nutzung
Die amerikanischen Streitkräfte verließen das Gebäude 1990. Es fiel zurück an die Bundesvermögensverwaltung, die es 1995 an die Erben der ehemaligen Besitzerin, Frau von Scheitlein, verkaufte. Ein Unternehmer erwarb das Anwesen 1999 von der Erbengemeinschaft. Eine zivile Nutzung wurde beantragt, das Objekt einer Mischnutzung aus Büro-, Veranstaltungs- und Wohnnutzung zugeführt. Aufgrund von finanziellen Schwierigkeiten des Eigentümers wurde das Schloss 2007 zwangsversteigert und kam an die HmcS Real Estate GmbH. Das Schloss diente 2011, ebenso wie das Dorf selbst, als Kulisse für die Tatort-Folge Das Dorf.
Ende 2012 wurde das Schloss an eine türkische Investorengruppe verkauft, die es als Bildungseinrichtung nutzen möchte. Dringend notwendige Unterhaltungsmaßnahmen unterblieben jedoch, so dass die Anlage immer mehr verfiel. Da diverse Mauerpartien und ein Balkon einsturzgefährdet waren, musste die unterhalb der Burg verlaufende Schloßstraße zwischenzeitlich gesperrt werden. Anfang Februar 2014 wurde mit ersten Sicherungsmaßnahmen begonnen. Am 28. März 2014 kam es im Inneren des Gebäudes zu einem Schwelbrand, der beträchtliche Schäden verursachte und einige Deckenbalken in Mitleidenschaft zog, die danach abgestützt werden mussten. Schloss Kransberg gehört Stand 2023 seit einem Jahrzehnt dem türkischen Unternehmer Sebahattin Özkan, der das Schloss selbst bewohnt und schrittweise in Eigeninitiative Raum für Raum restauriert. Mittlerweile dient das Schloss als Veranstaltungsort für Konzerte und andere Veranstaltungen sowie als Hochzeitslocation mit Standesamt.